# Lomas de Mechoacanejo
Lomas de Mechoacanejo är en ort i Mexiko.   Den ligger i kommunen Teocaltiche och delstaten Jalisco, i den centrala delen av landet, 400 km nordväst om huvudstaden Mexico City. Lomas de Mechoacanejo ligger 1 881 meter över havet och antalet invånare är 283.
Terrängen runt Lomas de Mechoacanejo är en högslätt. Runt Lomas de Mechoacanejo är det ganska glesbefolkat, med 42 invånare per kvadratkilometer. Närmaste större samhälle är Teocaltiche, 11,8 km söder om Lomas de Mechoacanejo. Trakten runt Lomas de Mechoacanejo består till största delen av jordbruksmark.